# Hadi a žebříky
Hadi a žebříky (v originále Serpientes y escaleras) je mexický dramatický televizní seriál, který režíroval Manolo Caro. Seriál televize Netflix byl premiérově uveden dne 14. května 2025.

## Děj
Dora je učitelkou na prestižní škole a sní o tom, že se stane její ředitelkou. Nechtěně se však ocitne uprostřed sváru mezi dvěma vlivnými rodinami, což její sen výrazně ohrozí.

## Obsazení
| Cecilia Suárez     | Dora           |
| Juan Pablo Medina  | Olmo           |
| Martiño Rivas      | Vicente        |
| Marimar Vega       | Tamara         |
| Benny Emmanuel     | Toño           |
| Michelle Rodríguez | Martha Sánchez |
| Loreto Peralta     | Juana          |
| Germán Bracco      | Nicolás        |
| Alfredo Gatica     | Roque          |
| Gerardo Trejoluna  | guvernér       |
| Luis Felipe Tovar  | Antonio        |
| Margarita Gralia   | Josefina       |
| Fermín Martínez    | Lopitos        |
| Elizabeth Guindi   | Paula          |
| Danna Vasquez      | Rita           |
| Fernanda Moyano    | Dani           |
| Jorge Aranda       | Gil            |

## Seznam epizod
1. Morálka a etika (Ética y moral)
2. Spojenci a odveta (Alianza y venganza)
3. Akce a vášeň (Acción y pasión)
4. Protokol proti smutku (Anti y tristeza)
5. Rodina a tradice (Familia y tradición)
6. Prohra a vítězství (Fracaso y victoria)
7. Tajemství a diskrétnost (Secreto y discreción)
8. Nebe a peklo (Cielo e infierno)